# Eustrotia magna
Eustrotia magna är en fjärilsart som beskrevs av John Henry Leech 1900. Eustrotia magna ingår i släktet Eustrotia och familjen nattflyn. Inga underarter finns listade i Catalogue of Life.